# Jordanka Fandakova
Jordanka Asenova Fandakova (Bulgaars: Йорданка Асенова Фандъкова) (Samokov, 12 april 1962) is een Bulgaarse politica namens de partij 'Burgers voor Europese Ontwikkeling van Bulgarije' en een pedagoog. Bovendien is Fandakova de eerste vrouwelijke burgemeester van Sofia.

## Carrière
Fandakova was sinds 1985 leraar en sinds 1998 schoolhoofd van de middelbare school '73 Vladislav Gramatik' te Sofia. In de algemene verkiezingen van 2009 werd zij verkozen en op 27 juli beëdigd als minister van Onderwijs, Jeugd en Wetenschappen in de regering van Bojko Borisov. Op 15 november werd ze verkozen tot de eerste vrouwelijke burgemeester van de Bulgaarse hoofdstad bij buitengewone gemeenteraadsverkiezingen in Sofia, met 67% van de stemmen.